# تریل (میزوری)
تریل (به انگلیسی: Trail) یک منطقهٔ مسکونی در ایالات متحده آمریکا است که در شهرستان اوزارک، میزوری واقع شده‌است. تریل ۲۳۰ متر بالاتر از سطح دریا واقع شده‌است.